# Hockey Series
O Hockey Series é uma competição internacional de de hóquei em campo, organizada pela Federação Internacional de Hóquei (FIH). A mesma serve como classificatória para o qualificatório visando os Jogos Olímpicos.
Sua primeira edição foi iniciada em 2018, com extensão até junho de 2019.

## Formato
Esta competição é aberta para todas as seleções que não estão disputando a Liga Profissional de Hóquei (em inglês: Hockey Pro League - HPL).
O Hockey Series é disputado em duas fases, nomeadas como Open e Finals. As nove nações melhor posicionadas no ranking mundial da FIH (até 9 de junho de 2017) estarão automaticamente qualificadas para a fase decisiva. Quinze seleções sairão qualificadas da fase Open para a Finals, perfazendo um total de 24 participantes na fase decisiva.
A fase Finals será disputada em três eventos, com oito participantes em cada, sendo três qualificados automaticamente e cinco provindos da fase Open.
As duas equipes melhor colocadas em cada evento da fase Finals se classificarão para o qualificatório para a Olimpíada. Nesta etapa, estas seleções se juntarão às quatro melhores colocadas provindas da Liga Profissional de Hóquei, além das quatro melhores equipes ranqueadas que não se qualificaram anteriormente. Estas seleções serão sorteadas e se defrontarão, no sistema de partidas em ida e volta, visando vagas diretas para os Jogos Olímpicos.

## Masculino
Segue-se, abaixo, o histórico de edições na modalidade masculina.
| 2018–19 | Kuala Lumpur, Malásia | Canadá | 3–2 | Malásia       | Itália        | 2–1 | Áustria        | 57/24 |
| 2018–19 | Bhubaneswar, Índia    | Índia  | 5–1 | África do Sul | Japão         | 4–2 | Estados Unidos | 57/24 |
| 2018–19 | Le Touquet, França    | França | 3–1 | Irlanda       | Coreia do Sul | 5–0 | Escócia        | 57/24 |

## Feminino
Segue-se, abaixo, o histórico de edições na modalidade feminina.
| 2018–19 | Banbridge, Irlanda | Coreia do Sul | 3–1 | Irlanda | Malásia | 3–0          | República Checa | 42/24 |
| 2018–19 | Hiroshima, Japão   | Índia         | 3–1 | Japão   | Chile   | 3–3 (pn:3–1) | Rússia          | 42/24 |
| 2018–19 | Valência, Espanha  | Espanha       | 4–2 | Canadá  | Itália  | 3–1          | África do Sul   | 42/24 |